# Багровые реки 2: Ангелы апокалипсиса
«Багровые реки 2: Ангелы апокалипсиса» (фр. Les Rivières pourpres II - Les anges de l'apocalypse) — мистический триллер 2004 года, продолжение фильма «Багровые реки». В 2018 году вышел сериал «Багровые реки» с Оливье Маршалем и  Эрикой Сейнт в главных ролях.

## Содержание
Темной дождливой ночью в лотарингский монастырь монтанистов приходит новый послушник. Несмотря на суеверные протесты руководства и настоятеля отца Венсана, он выбирает для проживания келью номер 13. Но во время прибивания распятия на стену с загадочными знаками оттуда начинает течь кровь.
На следующий день в монастырь прибывают полицейские и комиссар Ньеманс, недавно вернувшийся из своей миссии в Альпах. Выясняется, что в стене был распят и замурован бывший член местной небольшой религиозной общины, которой раньше и принадлежал монастырь. Саму стену несколько месяцев назад ремонтировала бригада каменщиков, но о них ничего не известно — монастырь не ведёт бумажной отчётности.
Молодой капитан полиции Реда (Бенуа Мажимель) находит у дверей церкви полумёртвого двойника Иисуса Христа, его состояние не позволяет вести допросы. Решив проведать спасённого в больнице, Реда застаёт там некоего монаха, готовящегося отключить аппарат искусственного дыхания. В ходе дальнейшей погони преследуемый показывает невероятную силу и ловкость, из-за чего полицейский упускает его.
В больнице Реду встречает Ньеманс, которому жена пропавшего дала фотографию со всеми членами общины — на ней они представлены аналогично тайной вечере.
Двое полицейских решают объединить усилия и обращаются за советом к специалисту по истории религий Мари (Камиль Натта). По её словам, члены общины не только носили имена 12 апостолов, но и занимались той же работой, готовясь к наступлению Апокалипсиса. Полицейские обнаруживают, что бывших членов общины начинают убивать люди, одетые в монахов. Ньемансу и Реду не удаётся спасти их от смерти.
Полицейские решают подробнее изучить монастырь, который несколько лет назад был восстановлен бывшими членами религиозной общины. Однако дотошный обыск монастыря ничего не даёт, в нём полицейские встречают только немецкого министра по делам культуры и религии Генриха фон Гартена (Кристофер Ли). Мари узнаёт о легенде: в 818 году Бернард Итальянский покинул Италию с украденной у Папы Римского реликвией (пределом мечтаний любого христианина), передав её Лотарю I, чей сын и решил захоронить знаменитый клад. При этом неделю назад украли ключ от гробницы Лотаря II.
В построенной общиной церкви полицейские находят последнего её члена — священника. Тот признаётся: при восстановлении монастыря они нашли проход в гробницу Лотара и артефакт (священную книгу), после чего он украл печать. Он отдаёт им печать, но в этот момент приходят монахи, убивающие его из арбалетов. Во время их преследования взрывается полицейская машина, в которую была заложена бомба.
Ньеманс выясняет, что клад может оказаться в заброшенных казематах линии Мажино. В то же время Мари сообщает — по монтанистскому календарю именно сегодня состоится конец света, а священная книга защищена безупречным механизмом и гневом божьим. Ньеманс осознаёт — вход в гробницу находится в колокольне, именно его обнаружение и стоило жизни участникам религиозной общины.
Ночью в оборонительное сооружение входит отряд вооружённых людей и монахов во главе с фон Гартеном, чтобы дать начало новой Европе. Ньеманс и Реда проходят в линию Мажино через туннель, где находят одежду и запрещённые в 1945 году амфетамины, объясняющие сверхспособности «монахов».
После этого на них нападают вооружённые люди и берут в плен. Немецкий министр объясняет им, что нашёл проход в гробницу во времена своего офицерства, но тогда он не успел всё изучить. Мари по связи предупреждает — если поднять книгу, запустится механизм, но озвученное Ньемансом предупреждение остаётся без ответа. Помещение начинает быстро затоплять вода, спастись удаётся только полицейским, а Генрих стреляется.

## В ролях
| Актёр           | Роль                  |
| --------------- | --------------------- |
| Жан Рено        | комиссар Пьер Ньеманс |
| Бенуа Мажимель  | капитан Реда          |
| Кристофер Ли    | Генрих фон Гартен     |
| Камиль Натта    | Мари                  |
| Джонни Холлидей | слепой отшельник      |
| Серж Рябукин    | отец Венсан           |
| Милен Жампаной  | Пенелопа              |
| Сирил Рафаэлли  | загадочный человек    |

## Съёмки
Основная часть съёмок происходила на исторической линии Мажино в Лотарингии. Монастырь же снимали в Оверни.